# 空手道会派・団体一覧
空手道会派・団体一覧（からてどうかいは・だんたいいちらん）は、空手道の会派、団体を記載する。
下記の団体は全てが独立会派というわけではなく、特定の団体に対する協力団体、傘下団体、もしくは一から数道場程度で構成された団体なども含まれる。

## あ行

### あ
- I.S.U.日本武道連盟 弌真会館
- I.S.U.日本武道連盟 弌真会館 ISU州会

### う
- 上地流空手道協会
- 上地流空手道拳優会
- 上地流空手道振興会
- 上地流空手道連盟
- 上地流拳誠会

### お
- 沖縄上地流唐手道保存会
- 沖縄空手道上地流山会
- 沖縄空手道協会昭平流
- 沖縄剛柔流拳志會空手道古武道
- 沖縄硬軟流空手道協会
- 沖縄硬軟流空手道古武道周和会
- 沖縄小林流空手振興会
- 沖縄空手道剛柔流尚禮館 ※沖縄空手道剛柔流尚礼舘
- 沖縄空手道小林流武徳館
- 沖縄少林流研心国際空手道
- 沖縄專湖城流空手道尚道会
- 沖縄空手道小林流尚倫会 垣ノ花道場
- 沖縄劉衛流空手・古武道龍鳳会

## か行

### か
- 空手道牙城會館 ※空手道牙城會館
- 空手道拳道会 ※空手道拳道会総本部道場
- 空手道 高見空手 ※空手道 高見空手
- 空手之道世界連盟 ※空手之道世界連盟

### き
- 極真大山空手 ※極真大山空手 極真会大山道場
- 極真会館坂本派 ※国際空手道連盟極真会館坂本派
- 極真会館 手塚グループ ※国際空手道連盟総本部 極真会館手塚グループ
- 極真会館松井派 ※一般財団法人国際空手道連盟極真会館
- 極真館（一般財団法人極真奨学会） ※極真空手道連盟 極真館
- 極真拳武會 ※一般社団法人極真武道空手連盟極真拳武會
- 近代空手道会 ※近代空手道会

### く
- 草野派糸東流拳法空手道会

### け
- 拳正会空手道連盟 ※拳正会空手道連盟
- 厳誠流空手道厳誠塾 ※厳誠流空手道厳誠塾
- 賢友流空手道 ※賢友流空手道本部道場

### こ
- 剛柔流国際空手古武道連盟
- 剛柔流日本空手道同志会 ※剛柔流日本空手道同志会
- 国際大山空手道連盟 ※国際大山空手道連盟総本部
- 国際沖縄剛柔流空手道連盟（IOGKF） ※国際沖縄剛柔流空手道連盟
- 国際沖縄小林流空手道連盟
- 国際沖縄少林流聖武館空手道協会 ※国際沖縄少林流聖武館空手道協会
- 国際空手道修徳会
- 国際空手連盟
- 国際空手道連盟（極真会館）
- 国際空手道連盟 極真会館 世界全極真
- 国際空手道連盟玄制流成道会
- 国際親善空手道連盟闘真会館（闘真会館）
- 国際空手拳法連盟（白蓮会館） ※白蓮会館
- 国際空手拳法連盟（真盟会館）
- 国際空手道円心会館 ※国際空手道円心会館日本総本部
- 国際貫励会空手道連盟 ※貫励会空手
- 国際競技空手協会 ※国際競技空手協会
- 国際玄制流空手道連盟武徳会
- 国際剛柔流空手道連盟 ※国際剛柔流空手道連盟
- 国際実践空手道連盟国士会館（国士会館） ※国士会館
- 國際松濤館空手道連盟 ※國際松濤館空手道連盟
- 国際尚武館空手道連盟（ISKF） ※国際尚武館空手道連盟
- 国際真武会空手道連盟
- 国際総合空手道連盟 ※国際総合空手道連盟
- 国際総合武道教育連盟 ※国際総合武道教育連盟
- 国際千唐流空手道連盟 ※国際千唐流空手道連盟
- 国際鎮東館空手道連盟 ※国際鎮東館空手道連盟
- 国際伝統空手道連盟（英語版）（International Tranditional Karate Federation / ITKF）
- 国際武道空手連盟（呈峰會館） ※國際武道空手連盟 呈峰會館
- 国際防具付空手道連盟 ※国際防具付空手道連盟
- 国際風神流空手道協会 ※国際風神流空手道協会総本部
- 国際福祉空手道連盟拳成館 ※国際福祉空手道連盟 拳成館
- 国際明武館剛柔流空手道連盟 ※国際明武館剛柔流空手道連盟
- 護眞捌流空手道京空会（京空会） ※護眞捌流空手道京空会
- 国際空手道 修真會館 ※国際空手道修真會館

## さ行

### さ
- 佐保派糸東流日本空手道拳和会

### し
- 実業団空手道連盟 ※実業団空手道連盟
- 実践空手道伝 羅天会館
- 糸東流修交会空手道連合 ※糸東流修交会空手道連合
- 尚心派糸東流空手道連盟
- NPO法人新国際空手古武道連盟
- 新国際空手道連盟（芦原会館） ※新国際空手道連盟芦原会館
- 心道流戦術
- 新日本空手道連盟（正道会館） ※正道会館
- 新國際空手拳法道 士衛塾(士衛塾)　※
- NPO法人新日本総合空手道連合会 武神 ※NPO法人 武神
- 少林寺流空手道錬心舘  ※全日本少林寺流空手道連盟錬心舘・一般社団法人 国際少林寺流空手道連盟（別称 IRF国際錬心舘）
- 新体道 ※新体道
- 心法古流心武舘空手道連盟 ※心法古流心武舘空手道連盟
- JPN（ｼﾞｬﾊﾟﾝ）武術空手道協会

### せ
- 世界空手連盟 ※世界空手連盟
- 世界空手道連盟（WKA） ※士道館
- NPO法人世界寛水流空手道（寛水流） ※世界寛水流空手道
- 世界組手連盟 ※W.K.O 世界組手連盟
- 世界硬式空手道連盟 ※NPO法人世界硬式空手道連盟
- 世界医学武道空手連盟国際空手道修徳会
- 世界医学武道空手連盟国際護身空手総本部
- 世界松濤舘空手道連盟 ※ワールド松涛館
- 世界誠道空手道連盟（誠道塾） ※World Seido Karate Organization
- 世界総極真 ※一般社団法人国際空手道連盟極真会館世界総極真
- 全国防具空手道連盟 ※全国防具空手道連盟
- 禅・水心流空手道拳誠会館 ※禅・水心流空手道拳誠会館 - ウェイバックマシン（2004年11月15日アーカイブ分）
- 全日本プロ空手協会
- NPO法人全世界空手道連盟（新極真会） ※新極真会
- 全日本学生空手道連盟 ※全日本学生空手道連盟
- 全日本格斗打撃空手道連盟 ※全日本格斗打撃連盟
- JKJO全日本空手審判機構 ※一般社団法人JKJOフルコンタクト委員会
- 全日本空手道剛柔会 ※全日本空手道剛柔会
- 一般財団法人全日本空手道松涛館 ※全日本空手道松涛館
- 公益財団法人全日本空手道連盟（全空連） ※公益財団法人全日本空手道連盟
- 一般社団法人全日本実業団空手道連盟（全実空連）
- 一般社団法人東日本実業団空手道連盟（東実空連）
- 全日本空手道連盟剛柔会 ※全日本空手道連盟剛柔会
- 全日本空手道連盟糸東会 ※全日本空手道連盟糸東会
- 全日本空手道連盟錬武会 ※全日本空手道連盟錬武会
- 全日本空手道連盟和道会 ※全日本空手道連盟和道会
- 全日本硬式空手道連盟（千葉派・久高派その他）
- 全日本極真連合会 ※一般社団法人国際空手道連盟極真会館
- 全日本剛柔流空手道連盟 ※全日本剛柔流空手道連盟 - ウェイバックマシン（2002年10月9日アーカイブ分）
- 全日本ジュニア硬式空手道連盟 ※全日本ジュニア硬式空手道連盟
- 全日本松涛流空手道連盟藤田会 ※全日本松涛流空手道連盟藤田会
- 全日本新空手道連盟 ※全日本新空手道連盟
- 全日本青少年空手道連盟 ※全日本青少年空手道連盟風神流
- 全日本清心会空手道連盟　※全日本清心会空手道連盟
- 全日本セーフティー空手道連盟
- 公益社団法人全日本フルコンタクト空手道連盟（JFKO） ※公益社団法人全日本フルコンタクト空手道連盟

### そ
- 総合護身武術夕晟会

## た行

### た
- 谷派糸東流拳法空手道修交会

### と
- 財団法人東興協会

## な行

### に
- 公益社団法人日本空手協会 ※公益社団法人日本空手協会
- 日本空手松涛連盟 ※日本空手松涛連盟
- 日本空手道糸洲会 ※日本空手道糸洲会
- 日本空手道井上派糸東流慶心会
- 日本空手道上地流修武会
- 日本空手道英新門
- 日本空手道会 ※日本空手道会
- 日本空手道会 塩川派糸東流 ※日本空手道会 塩川派糸東流
- 日本空手道教育研究会
- 日本空手道研修会 ※日本空手道研修会
- 日本空手道拳和会 桑子派糸東流 ※日本空手道拳和会 桑子派糸東流
- 日本空手道剛柔流大修会
- 日本空手道信川派糸東流会 ※日本空手道信川派糸東流会
- 日本空手道修武会
- 日本空手道修錬会
- 日本空手道正氣會
- 日本空手道常心門少林流
- 日本空手道松濤會 ※日本空手道松濤會
- 日本空手道道場会 ※日本空手道道場会
- 日本空手道泊親会 ※日本空手道泊親会
- 日本空手道林派糸東流会 ※林派糸東流会
- 日本空手道不動会 ※日本空手道不動会
- 日本空手道三原会
- 日本空手道明武会 ※日本空手道明武会
- 日本空手道無門会 ※日本空手道無門会
- 日本空手道良武会 ※日本空手道良武会
- 日本空手道連合会 ※日本空手道連合会
- 日本国際空手協会
- 日本実践空手道英真会 ※日本実践空手道 英真会
- NPO法人日本松涛館空手道連盟 ※NPO法人日本松涛館空手道連盟
- 日本正剛館空手道士会 ※日本正剛館空手道士会 - ウェイバックマシン（2004年4月7日アーカイブ分）
- 日本拓道会空手連盟
- 日本伝空手道陪劭流 陪劭会 ※日本伝空手道陪劭流 陪劭会
- NPO法人日本武道空手協会 ※NPO法人日本武道空手協会
- 日本武道空手玄和会
- NPO法人日本武道総合格闘技連盟 空手道禅道会
- NPO法人日本防具空手道連盟 ※NPO法人日本防具空手道連盟

## や行

### ゆ
- 勇善会国際空手道古武道連合

## ら行

### り
- 琉球少林流空手道月心会 ※琉球少林流月心会
- 琉球古武道保存会
- 琉球古武道保存振興会 ※琉球古武道保存振興会

## わ行

### わ
- 和道流空手道連盟 ※和道流空手道連盟
- ワールド極真会空手連盟 ※一般社団法人ワールド極真会空手連盟
- ワールド極真会館 ※一般社団法人国際空手道連盟ワールド極真会館